# Jörg Herchet
Jörg Herchet (* 20. September 1943 in Dresden) ist ein deutscher Komponist.

## Leben
Jörg Herchet wuchs als Sohn eines Kraftfahrers und einer Arbeiterin in bescheidenen Verhältnissen auf. Als Schüler erhielt er zunächst Blockflöten- und Violoncello-Unterricht, später Klavier- und Gesangsunterricht. Bereits damals verfasste er erste kleinere Kompositionen.
Von 1962 bis 1965 studierte er an der Hochschule für Musik „Carl Maria von Weber“ Dresden Komposition bei Johannes Paul Thilman und Manfred Weiss, Violoncello bei Clemens Dillner und Klavier bei Ilse Brähmer. Die Verwendung eines Franz-Kafka-Textes in seiner Komposition interfragmentarium zum werke von franz k. für klavier und alt führte zu Verwerfungen mit der Hochschule, worauf Jörg Herchet von 1967 bis 1969 sein Kompositionsstudium an der Hochschule für Musik „Hanns Eisler“ in Ost-Berlin bei Rudolf Wagner-Régeny fortsetzte. Seine Diplomarbeit zum Thema Die Bedeutung der musiktheoretischen Schriften Schönbergs und Hindemiths für den Aufbau einer Kompositionslehre wurde mit der Begründung abgelehnt, dass eine Kompositionslehre „zu Hanns Eisler und nicht zu Pierre Boulez führen“ müsse. Außerdem studierte er Musikwissenschaft (u. a. bei Georg Knepler) an der Humboldt-Universität zu Berlin.
Nachdem Jörg Herchet zunächst als Hilfskraft im Buchhandel gearbeitet hatte und von 1969 bis 1970 Orgelunterricht bei Gerald Stier und Herbert Collum erhalten hatte, wurde er von 1970 bis 1974 Meisterschüler von Paul Dessau. 1974 zog Herchet wieder nach Dresden und lebte dort als freischaffender Komponist. Mit Werken, deren Besetzung Jörg Herchet nach und nach vergrößerte, wurde er allmählich bekannt. Ein erster großer Erfolg wurde die Orchesterkomposition komposition für flöte und orchester von 1976. Während der Donaueschinger Musiktage 1980 wurde seine komposition für posaune, bariton und orchester uraufgeführt.
Ab 1981 erhielt er Lehraufträge für Tonsatz und Komposition an der Hochschule für Musik „Carl Maria von Weber“. Dort erfolgte 1992 die Berufung zum Professor für Komposition und Analyse. Zu seinen Schülern gehören Thuon Burtevitz, Michael Flade, Reiko Füting, Johannes Korndörfer, Sergej Newski, Tobias Eduard Schick, Bernhard Schneyer, Theodor Schubach, Karoline Schulz, Johannes Voit und Lydia Weißgerber. Jörg Herchet emeritierte 2009 und lebt heute in Weinböhla.

## Auszeichnungen
- 1993: Internationaler Bodensee-Kulturpreis für Musik
- seit 1995: Mitglied der Sächsischen Akademie der Künste

## Kompositionen (Auswahl)
- Komposition 1 für Orgel (1981)
- Namen Gottes. Komposition 3 für Orgel (Zyklus; 1990–)
- Das geistliche Jahr. (Kantatenzyklus zum geistlichen Jahr; 1978–)
- Bußkantate Komposition für Sopran, Alt, Bariton, Chor, Harfe, Schlagzeug und Orgel (auf den Text von Jörg Milbradt, 1978).[1] UA durch Widmungsträger Meißner Kantorei 1961 und Erich Schmidt.
- Komposition für Flöte, Oboe, Klarinette, Horn, Fagott und Klavier (1978), UA Berlin 1979 durch die Bläservereinigung Berlin
- Nachtwache. Komposition für das Musiktheater (1987)
- Abraum. Komposition für das Musiktheater (1996/1997). Libretto: Jörg Milbradt (nach Motiven aus Und Pippa tanzt! von Gerhart Hauptmann). UA 1997 Leipzig, Dirigent: Lothar Zagrosek
- Komposition für Flöte (auch Altflöte) und Orchester (1976)
- Cantata para la Fiesta de Nuestra Senora de Guadalupe (Kantate zum Fest Unserer Lieben Frau von Guadalupe) (2013) Text: Jörg Milbradt, nach Valeriano, Antonio: Nican Mopohua/Traducción del Nuatl al Castillano por Mario Rojas Sanchez. Puebla 1989. In Teilen uraufgeführt am 2. April 2013 in Puebla (Mexiko). Uraufführung des gesamten Werkes am 7. Mai 2014 in Dresden.

## Diskografie
- CD Komposition 1 für 2 Violinen, Viola und Violoncello. Arditti Quartett. Wergo 1986.
- CD Namen Gottes: Orgelwerke. Gary Verkade. Querstand 2008.
- CD Das geistliche Jahr 1. Vier Kantaten. Meißner Kantorei 1961. Christfried Brödel. Querstand 2012.
- CD Das geistliche Jahr 2. Vier Kantaten. Meißner Kantorei 1961. Christfried Brödel, elole-Klaviertrio. Querstand 2013.
- CD Das geistliche Jahr 3. Drei Kantaten. Meißner Kantorei 1961. Christfried Brödel; Matthias Geuting. Querstand 2017.
- CD Seligpreisungen. Komposition I für Orgel Stück VIII. Dominik Susteck, Orgel. Querstand 2013.